# Latynoski ogier
Latynoski ogier (ang. How to Be a Latin Lover) – amerykańska komedia z 2017 roku w reżyserii Kena Marino, wyprodukowany przez wytwórnię Pantelion Films.
Premiera filmu odbyła się 28 kwietnia 2017 w Stanach Zjednoczonych.

## Fabuła
Film opisuje historię Maximo, który dwadzieścia pięć lat temu był playboyem i żył na koszt starszych kobiet. Gdy jego 80-letnia kapryśna wybranka Peggy (Renée Taylor) znajduje sobie młodego towarzysza, lowelas zostaje bez grosza. Po wsparcie udaje się do dawno niewidzianej siostry Sary (Salma Hayek), która samotnie wychowuje syna. Maximo odkrywa przed jej dorastającym synem tajniki uwodzenia.

## Obsada
- Eugenio Derbez jako Maximo
- Salma Hayek jako Sara
- Raphael Alejandro jako Hugo
- Rob Lowe jako Rick
- Kristen Bell jako Cindy
- Raquel Welch jako Celeste Birch
- Linda Lavin jako Millicent
- Renée Taylor jako Peggy
- Rob Riggle jako Scott
- Rob Huebel jako Nick
- Rob Corddry jako Quincy
- Mckenna Grace jako Arden

## Odbiór

### Zysk
Film Latynoski ogier zarobił 32,1 miliona dolarów w Stanach Zjednoczonych i Kanadzie oraz 30,4 miliona dolarów w pozostałych państwach; łącznie 62,6 miliona dolarów w stosunku do budżetu produkcyjnego 10-13 milionów dolarów.

### Krytyka
Film Latynoski ogier spotkał się z mieszaną reakcją krytyków. W serwisie Rotten Tomatoes 40% z trzydziestu recenzji filmu jest pozytywne (średnia ocen wyniosła 4,75 na 10). Na portalu Metacritic średnia ocen z 11 recenzji wyniosła 54 punkty na 100.